# Unione Sportiva Triestina 1972-1973
Questa voce raccoglie le informazioni riguardanti l'Unione Sportiva Triestina nelle competizioni ufficiali della stagione 1972-1973.

## Rosa
| N. |                   | Ruolo | Calciatore          |
| -- | ----------------- | ----- | ------------------- |
|    | Italia (bandiera) | A     | Giuseppe Bertoli    |
|    | Italia (bandiera) | C     | Isidoro Brusadelli  |
|    | Italia (bandiera) | P     | Gabriele Cantagallo |
|    | Italia (bandiera) | C     | Dino D'Alessi       |
|    | Italia (bandiera) | P     | Paolo D'Ambrogio    |
|    | Italia (bandiera) | D     | Claudio De Gasperi  |
|    | Italia (bandiera) | D     | Sergio De Luca      |
|    | Italia (bandiera) | D     | Romano Frigeri      |
|    | Italia (bandiera) | P     | Paolo Geretti       |
|    | Italia (bandiera) | A     | Erasmo Iacovone     |
|    | Italia (bandiera) | A     | Giovanni Ludvig     |

| N. |                   | Ruolo | Calciatore         |
| -- | ----------------- | ----- | ------------------ |
|    | Italia (bandiera) | D     | Bruno Macchia      |
|    | Italia (bandiera) | A     | Francesco Oggian   |
|    | Italia (bandiera) | A     | Marino Rakar       |
|    | Italia (bandiera) | D     | Stefano Riva       |
|    | Italia (bandiera) | A     | Gildo Rizzato      |
|    | Italia (bandiera) | D     | Alfio Sabbadin     |
|    | Italia (bandiera) | C     | Roberto Scichilone |
|    | Italia (bandiera) | C     | Andrea Truant      |
|    | Italia (bandiera) | A     | Renato Tugliach    |
|    | Italia (bandiera) | A     | Marco Vastini      |
|    | Italia (bandiera) | C     | Daniele Zamparo    |